# 미스미
주식회사 미스미 그룹 본사(일본어: ミスミ)는 1963년 2월 23일 설립된 일본 종합 부품 유통 회사이다. FA(공장 자동화) 부품을 주로 취급하고 있으며, 일본에 본사를, 대한민국, 미국, 유럽, 중국, 타이 등 전 세계에 지사를 두고있는 글로벌 기업이다.